# اثر جوزفسون

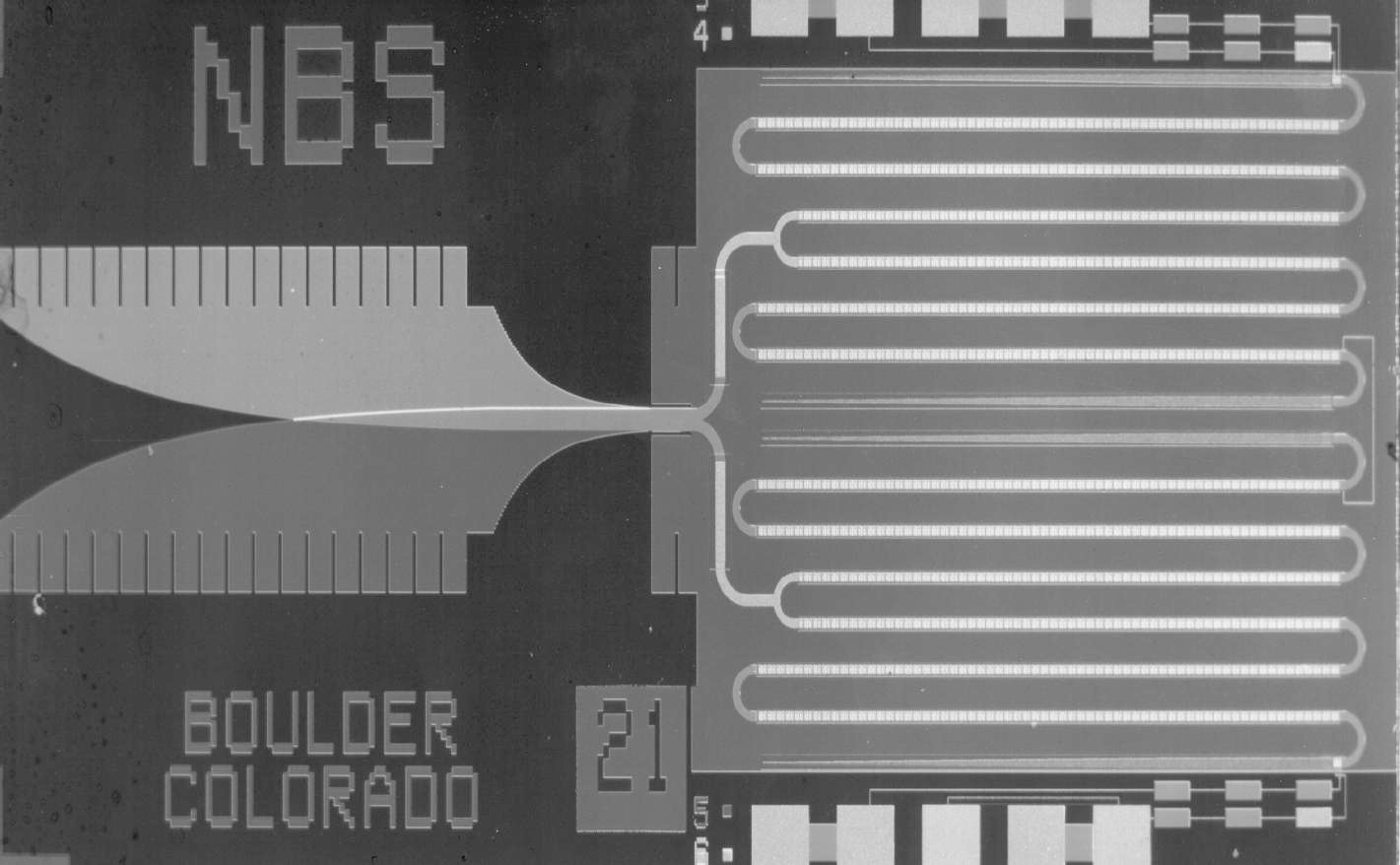
تراشه آرایه ای جوزفسون که توسط انستیتوی ملی استاندارد و فناوری به عنوان استاندارد ولت ساخته شده‌است

اثر جوزفسون نوعی ابرجریان ( جریانی که تا ابد و بدون هیچ گونه ولتاژ اعمال شده‌ای جریان می‌یابد) است که در دستگاه معروف به اتصال جوزفسون (JJ) ، جریان دارد. این دستگاه از دو یا چند ابررسانا با یک پیوند ضعیف تشکیل شده‌است. پیوند ضعیف می‌تواند از یک مانع عایق نازک (معروف به اتصالات ابررسانا-عایق - ابررسانا یا SIS) ، یک برش نازک از فلز غیر ابررسانا (SNS) یا یک محدودیت فیزیکی باشد که باعث می‌شود ابررسانایی در نقطه تماس تضعیف شود. 
اثر جوزفسون نمونه ای از پدیده‌های کوانتومی ماکروسکوپی است.این اثر به افتخار نام فیزیکدان انگلیسی برایان دیوید جوزفسون که در سال ۱۹۶۲ روابط ریاضی را برای جریان و ولتاژ موجود در پیوند ضعیف پیش بینی کرد نام گذاری شده‌است.   اثر جوزفسون نوع DC در آزمایشات قبل از ۱۹۶۲ دیده شده بود،  اما به نواقص موجود در مانع عایق نسبت داده شده بود که ضخامت بسیار کمی داشت و موجب اتصال ابررساناها می‌شد . اولین مقاله برای ادعای کشف اثر جوزفسون و انجام آزمایش‌های آزمایشگاهی لازم ، مقاله فیلیپ اندرسون و جان روول بود. 
قبل از پیش بینی جوزفسون ، فقط معلوم بود که الکترونهای عادی (یعنی غیر ابررسانایی) با استفاده از تونل کوانتومی می‌توانند از مانع عایق عبور کنند . جوزفسون اولین کسی بود که تونل زدن جفت‌های ابررسانایی کوپر را پیش بینی کرد. برای این کار ، جوزفسون در سال ۱۹۷۳ جایزه نوبل فیزیک را دریافت نمود.  اتصالات جوزفسون کاربردهای مهمی در مدارهای مکانیکی کوانتومی ، مانند SQUIDs ,  کیوبیت‌های ابررسانایی  و الکترونیک دیجیتال  RSFQ  دارد. استاندارد NIST برای یک ولت با آرایه ای از ۲۰۲۰۸ عدد اتصال جوزفسون به صورت سری به دست می‌آید . 

## تاثیر

نمودار اتصالات جوزفسون. A و B نمایانگر ابررساناها و C ارتباط ضعیف بین آنها است.

معادلات اساسی حاکم بر اثر جوزفسون در حالت دینامیک: 
{\displaystyle U(t)={\frac {\hbar }{2e}}{\frac {\partial \varphi }{\partial t}}} (معادله تکامل فاز ابررسانا)
{\displaystyle I(t)=I_{c}\sin(\varphi (t))} (جوزفسون یا رابطه فاز جریان با اتصال ضعیف)
جایی که {\displaystyle U(t)} و {\displaystyle I(t)} ولتاژ عبوری و جریان از طریق اتصال جوزفسون هستند ، {\displaystyle \varphi (t)} "اختلاف فاز" در طول محل اتصال است (به عنوان مثال ، اختلاف در فاکتور فاز ، یا معادل آن ، آرگمان بین پارامتر مرتبه پیچیده گینزبورگ-لاندائو از دو ابررسانای تشکیل دهنده محل اتصال) ، و {\displaystyle I_{c}} یک ثابت است که "جریان بحرانی" محل اتصال می‌باشد. جریان بحرانی یک پارامتر مهم پدیدارشناختی دستگاه است که می‌تواند تحت تأثیر دما و همچنین یک میدان مغناطیسی اعمال شده قرار گیرد. ثابت فیزیکی {\displaystyle {\frac {h}{2e}}} کوانتوم شار مغناطیسی {\displaystyle \Phi _{0}} است که معکوس آن ثابت جوزفسون نام دارد. 
سه اثر اصلی پیش بینی شده توسط جوزفسون از این روابط شامل: 

## فاز جوزفسون
فاز جوزفسون تفاوت فازهای تابع موج مکانیککوانتومی در دو الکترود ابررسانا است که یک اتصال جوزفسون را تشکیل می‌دهند. 
اگر تابع موج ماکروسکوپی {\displaystyle \Psi _{1}} و {\displaystyle \Psi _{2}} در ابررساناها ۱ و ۲ به شکل زیر باشد 
{\displaystyle \Psi _{j}={\sqrt {n_{s}}}e^{i\theta _{j}},\forall j\in \left\{1,2\right\},}
فاز جوزفسون اینگونه تعریف می‌شود: 
{\displaystyle \varphi \;{\overset {\underset {\mathrm {def} }{}}{=}}\;\theta _{2}-\theta _{1}.}

## انرژی جوزفسون
انرژی جوزفسون انرژی پتانسیل انباشته شده در محل اتصال جوزفسون هنگامی که یک ابرجریان از درون آن جریان می‌یابد است. می‌توان از اتصالات جوزفسون به عنوان یک القاگر غیرخطی که با انباشت جریان از طریق آن ، انرژی (میدان مغناطیسی) تجمع می‌یابد ، برخورد کرد. برخلاف یک القای واقعی ، هیچ میدان مغناطیسی توسط یک ابرجریان در محل اتصال جوزفسون ایجاد نمی‌شود - انرژی انباشته شده انرژی جوزفسون است. 

## عمق نفوذ جوزفسون
عمق نفوذ جوزفسون طولی را نشان می‌دهد که یک میدان مغناطیسی خارجی اعمال شده معمولی در محل اتصال بلند جوزفسون نفوذ می‌کند. عمق نفوذ جوزفسون معمولاً به عنوان {\displaystyle \lambda _{J}} مشخص می‌شود و با رابطه زیر محاصبه می‌گردد: 
{\displaystyle \lambda _{J}={\sqrt {\frac {\Phi _{0}}{2\pi \mu _{0}d'j_{c}}}},}
که {\displaystyle \Phi _{0}} کوانتوم شار مغناطیسی است، {\displaystyle j_{c}} چگالی جریان بحرانی (A / m²) ، و {\displaystyle d'} القای الکترودهای ابر رسانا را مشخص می‌کند 
{\displaystyle d'=d_{I}+\lambda _{1}\tanh \left({\frac {d_{1}}{2\lambda _{1}}}\right)+\lambda _{2}\tanh \left({\frac {d_{2}}{2\lambda _{2}}}\right),}
که {\displaystyle d_{I}} ضخامت مانع جوزفسون (معمولاً عایق) است ، {\displaystyle d_{1}} و {\displaystyle d_{2}} ضخامت الکترودهای ابررسانا ، و {\displaystyle \lambda _{1}} و {\displaystyle \lambda _{2}} عمق نفوذ لاندن آنها است. 